# Thomas Rabou
Thomas Rabou (* 12. Dezember 1983 in Schijndel) ist ein ehemaliger niederländischer Radrennfahrer.

## Sportlicher Werdegang
2006 gewann Thomas Rabou, der für das Marco Polo Cycling Team fuhr. die Gesamtwertung der Tour du Siam. Von 2007 bis 2009 stand er bei Rabobank Continental unter Vertrag. Das Team gewann das Mannschaftszeitfahren der Volta a Lleida und Rabou eine Etappe des Cinturó de l’Empordà. 2012 entschied er eine Etappe der Vuelta Mexico für sich. 2014 gewann er das  Critérium International d’Alger und eine Etappe der Tour International de Blida, 2015 je eine Etappe der Tour de Kumano und der Tour de Singkarak, 2016 den Prolog der Tour of China II. 2017 beendete er seine Radsportlaufbahn.

## Erfolge
2006
- Gesamtwertung Tour du Siam

2008
- Mannschaftszeitfahren Volta a Lleida
- eine Etappe Cinturó de l’Empordà

2010
- Bergwertung Kalifornien-Rundfahrt

2012
- eine Etappe Vuelta Mexico

2013
- Bergwertung Le Tour de Filipinas

2014
- Critérium International d’Alger
- eine Etappe Tour International de Blida

2015
- eine Etappe Tour de Kumano
- eine Etappe Tour de Singkarak

2016
- Prolog Tour of China II

## Teams
- 2005 Konica Minolta
- 2006 Marco Polo Cycling Team
- 2007–2009 Rabobank Continental
- 2010 Team Type 1
- 2011 RealCyclist.com Cycling Team
- 2012 Competitive Cyclist Racing Team
- 2013 OCBC Singapore Continental Cycling Team
- 2014 OCBC Singapore Continental Cycling Team
- 2015 Attaque Team Gusto
- 2016 Wisdom-Hengxiang Cycling Team
- 2017 Hengxiang Cycling Team